# Anatonchus kreisi
Anatonchus kreisi är en rundmaskart. Anatonchus kreisi ingår i släktet Anatonchus och familjen Anatonchidae. Inga underarter finns listade i Catalogue of Life.